# Белая Криница (Житомирская область)
Бе́лая Крини́ца (укр. Біла Криниця) — посёлок, входит в Радомышльский район Житомирской области Украины.

## История
20 октября 1938 года село получило статус посёлка городского типа.
В ходе Великой Отечественной войны посёлок был оккупирован немецкими войсками.Как и вся область.
В январе 1989 года численность населения составляла 1312 человек.
На 1 января 2013 года численность населения составляла 913 человек.

## Местный совет
12213, Житомирська обл., Радомишльський р-н, смт. Біла Криниця, вул. Центральна, 63  (укр.)